# Targa Florio 1951

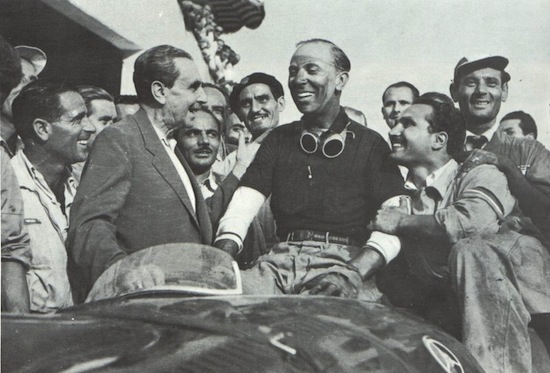
Rennsieger Franco Cortese im Ziel

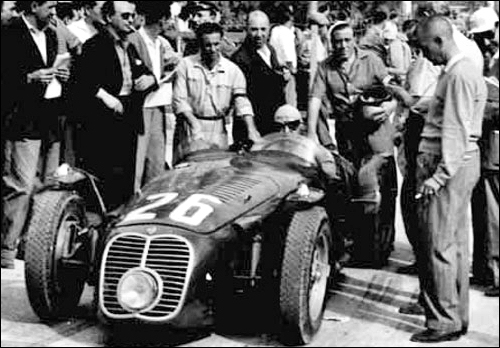
Der zweitplatzierte Inico Bernabei im Maserati A6GCS

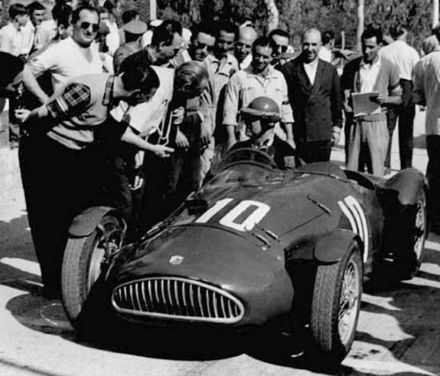
Der viertplatzierte Emilio Romano im Cisitalia 204 Abarth knapp vor dem Start

Die 35. Targa Florio, auch Targa Florio, Piccolo Circuito delle Madonie, Sicilia, war ein Straßenrennen auf Sizilien und fand am 9. September 1951 statt.

## Die Vorgeschichte
1951 kehrte die Targa Florio zu ihrem Ursprung zurück, da das Rennen wieder auf einem der Madonie-Rundkurse stattfand. Gefahren wurde auf dem 72 Kilometer langen Piccolo circuito delle Madonie. Die Renndistanz betrug acht Runden oder 576 Kilometer. Mit der Rückkehr zu einem Rundstreckenrennen vollzog sich auch die Trennung vom Giro di Sicilia, der als eigenständige Rennveranstaltung weiterbestand und am 1. April 1951 mit dem Sieg von Vittorio Marzotto in einem Ferrari 212 Export zu Ende ging.

## Das Rennen
Giovanni Bracco, der einen Ferrari 340 America der Scuderia Marzotto fuhr, führte zu Beginn des Rennens. Er wechselte nach einem Motorschaden in den Ferrari 212 Export seines Teamkollegen Franco Cornacchia und beendete die Targa als Gesamtzweiter. Der Rückstand auf den Sieger Franco Cortese im Frazer-Nash Le Mans Replica betrug drei Minuten. Es war der erste Gesamtsieg eines britischen Wagens bei diesem Straßenrennen.

## Ergebnisse

### Schlussklassement
| 1               | S über 1.1 | 30 | Scuderia Ambrosiana         | Franco Cortese                               | Frazer-Nash Le Mans Replica         | 8 |
| 2               | S über 1.1 | 14 | Scuderia Marzotto           | Franco Cornacchia Giovanni Bracco            | Ferrari 212 Export                  | 8 |
| 3               | S über 1.1 | 26 | Scuderia Parioli            | Inico Bernabei Tullio Pacini                 | Maserati A6GCS                      | 8 |
| 4               | S bis 1.1  | 10 | Emilio Romano               | Emilio Romano                                | Abarth Cisitalia 204 A              | 8 |
| 5               | S bis 1.1  | 42 | Mario Cammarata             | Gennaro Alterio                              | Gilco Cisitalia 1100 Sport          | 8 |
| 6               | S bis 1.1  | 8  | Francesco Crescimano        | Francesco Crescimano Carmelo Micciche        | Fiat 1100S                          | 8 |
| 7               | S bis 750  | 52 | Francesco Sartarelli        | Francesco Sartarelli                         | Fiat Siata Sartarelli 750 Sport     | 8 |
| Nicht klassiert |            |    |                             |                                              |                                     |   |
| 8               | S bis 1.1  | 28 | Vincenzo La Mattina         | Vincenzo La Mattina Francesco Tagliavia      | Fiat 1100S                          | 8 |
| Ausgefallen     |            |    |                             |                                              |                                     |   |
| 9               | S über 1.1 | 12 | Domenico Tramontana         | Domenico Tramontana Andrea Cardella          | Ferrari 166 S Allemano              |   |
| 10              | S bis 1.1  | 16 | Domenico Rotolo             | Domenico Rotolo Carmelo Caccamo              | Nardi Danese Fiat 1100 Sport        |   |
| 11              | S bis 1.1  | 22 | Giuseppe Sapienza           | Giuseppe Sapienza                            | Fiat Roselli 1100 Sport Coli        |   |
| 12              | S über 1.1 | 40 | Giovanni Rocco              | Giovanni Rocco Guido Nardelli                | Alfa Romeo Maserati Prete           |   |
| 13              | S über 1.1 | 54 | Scuderia Marzotto           | Giovanni Bracco Mario Raffaeli               | Ferrari 340 America                 |   |
| 14              | S über 1.1 | 60 | Scuderia Guastalla          | Carlo Pottino Antonio Stagnoli               | Ferrari 166 MM Zagato               |   |
| 15              | S über 1.1 | 50 | Scuderia Parioli            | Giuseppe Rossi Dante Fizialetti              | Fiat Stanguellini 1100 Sport        | 5 |
| 16              | S über 1.1 | 4  | Luigi Chiaramonte Bordonaro | Luigi Chiaramonte Bordonaro Giovanni Casales | Ferrari 166 MM                      | 4 |
| 17              | S über 1.1 | 6  | T.A.S.O. Mathieson          | T.A.S.O. Mathieson Jacques Pollet            | Frazer-Nash Le Mans                 | 4 |
| 18              | S über 1.1 | 20 | Scuderia Marzotto           | Guido Mancini Gilberto Cornacchia            | Ferrari 166 MM Fontana Spyder Corsa | 4 |
| 19              | S bis 1.1  | 18 | Gaetano Spata               | Alfonso Vella Gaetano Spata                  | Fiat Rizzo 1100 Sport               | 2 |
| 20              | S bis 1.1  | 36 | Alfonso Vella               | Gaetano Spata Alfonso Vella                  | Fiat 1100S                          | 2 |
| 21              | S bis 1.1  | 38 | Scuderia Marzotto           | Mario Raffaelli Guido Mancini                | Ferrari 212 Export                  | 2 |
| 22              | S bis 1.1  | 56 | Marcantonio Bellomare       | Marcantonio Bellomare                        | Fiat 1100S                          | 2 |
| 23              | S über 1.1 | 58 | Scuderia Guastalla          | Antonio Stagnoli Giovanni Restelli           | Ferrari 212 Export                  | 2 |
| 24              | S bis 1.1  | 24 | Antonio Picone              | Antonio Picone Antonio di Salvo              | Fiat Volpini 1100 Sport             | 1 |
| 25              | S über 1.1 | 34 | Piero Scotti                | Piero Scotti Giulio Cantini                  | Ferrari 212 Export                  | 1 |

### Nur in der Meldeliste
Zu diesem Rennen sind keine weiteren Meldungen bekannt.

### Klassensieger
| Klasse     | Fahrer               | Fahrzeug                        | Platzierung im Gesamtklassement |
| ---------- | -------------------- | ------------------------------- | ------------------------------- |
| S über 1.1 | Franco Cortese       | Frazer-Nash Le Mans Replica     | Gesamtsieg                      |
| S bis 1.1  | Emilio Romano        | Abarth Cisitalia 204 A          | Rang 4                          |
| S bis 750  | Francesco Sartarelli | Fiat Siata Sartarelli 750 Sport | Rang 7                          |

### Renndaten
- Gemeldet: 25
- Gestartet: 25
- Gewertet: 7
- Rennklassen: 3
- Zuschauer: unbekannt
- Wetter am Renntag: warm und trocken
- Streckenlänge: 72,000 km
- Fahrzeit des Siegerteams: 7:31:07.800 Stunden
- Gesamtrunden des Siegerteams: 8
- Gesamtdistanz des Siegerteams: 576,000 km
- Siegerschnitt: 76,553 km/h
- Schnellste Trainingszeit: keine
- Schnellste Rennrunde: Giovanni Bracco – Ferrari 212 Export (#14) – 0:52:24,400 = 82,432 km/h
- Rennserie: zählte zu keiner Rennserie